# Сен-Серг (Во)
Сен-Серг (фр. Saint-Cergue) — громада  в Швейцарії в кантоні Во, округ Ньйон.

## Географія
Громада розташована на відстані близько 115 км на південний захід від Берна, 38 км на захід від Лозанни.
Сен-Серг має площу 24,3 км², з яких на 5,8% дозволяється будівництво (житлове та будівництво доріг), 27,6% використовуються в сільськогосподарських цілях, 66% зайнято лісами, 0,5% не є продуктивними (річки, льодовики або гори).

## Демографія
2019 року в громаді мешкало 2589 осіб (+26% порівняно з 2010 роком), іноземців було 30,3%. Густота населення становила 107 осіб/км².
За віковим діапазоном населення розподілялося таким чином: 20,5% — особи молодші 20 років, 63% — особи у віці 20—64 років, 16,5% — особи у віці 65 років та старші. Було 1217 помешкань (у середньому 2,1 особи в помешканні).
Із загальної кількості 403 працюючих 17 було зайнятих в первинному секторі, 72 — в обробній промисловості, 314 — в галузі послуг.